# マーケティング
マーケティング（英: marketing）は、価値（顧客知覚価値。英語版記事）あるプロダクトを提供するための活動・仕組みである。すなわち「顧客・クライアント・パートナー・社会にとって価値あるものを、創り伝え届け交換するための、様々な活動・プロセス・組織」がマーケティングと呼ばれる。
顧客価値を探るための顧客インタビュー、価値を組織として創るための戦略、価値を顧客へ伝えるための広告や販売促進活動、価値を届ける流通、価値を渡す販売や営業、など様々な活動・仕組みがマーケティングに含まれる。良いマーケティングを体系的におこなうための様々な方法論・ツール・プロセスが存在する。

## 概要

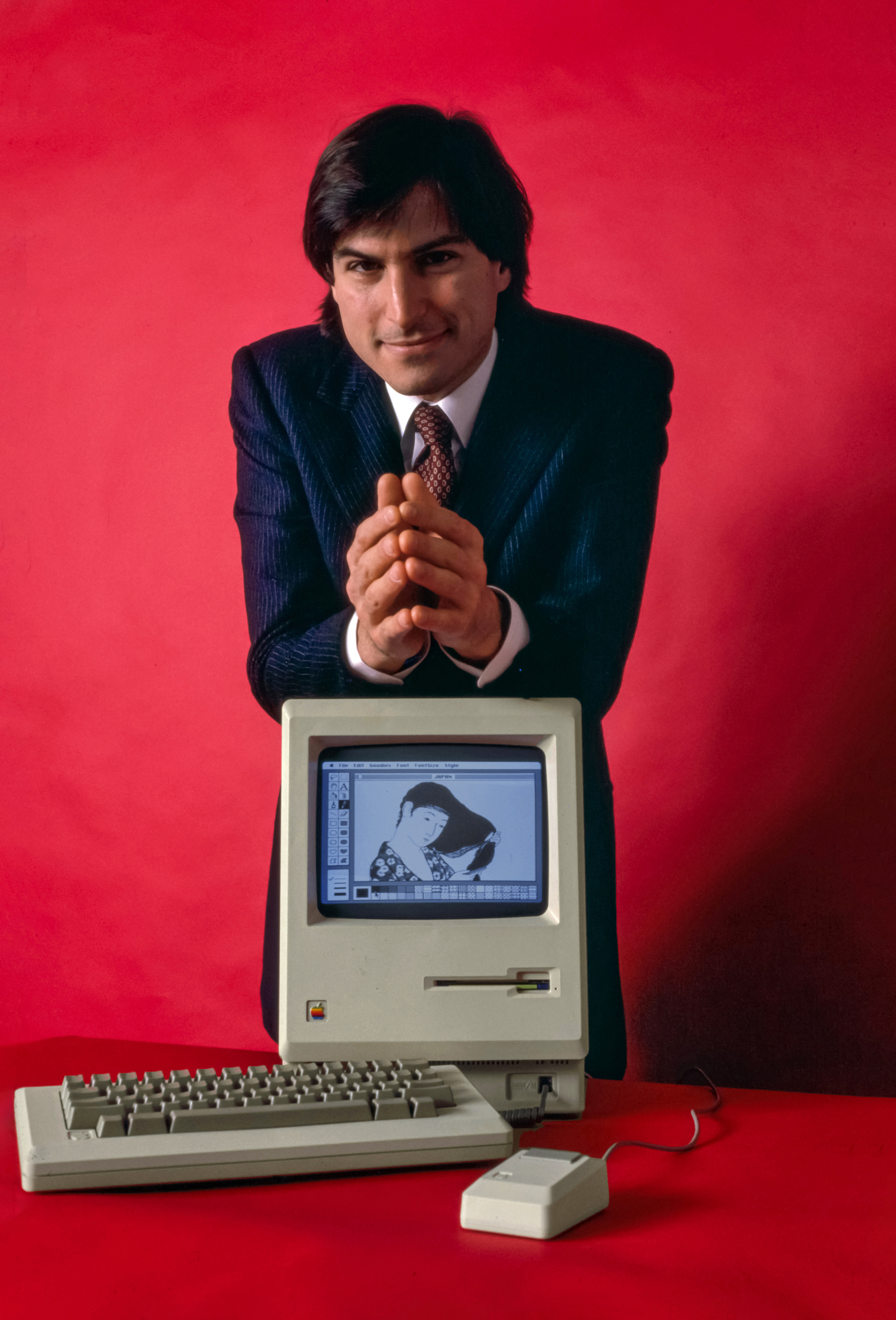
スティーブ・ジョブズのマーケティングスキルは、アップル社を復活させ、世界トップの企業に変えたと高く評価されている。

一般的な企業活動のうち、マーケティングリサーチ・市場調査・分析から、新商品・サービスの企画・開発・設計、ブランディング、その価格設定（値付け。en:Pricing）、広告・宣伝・広報・コミュニケーション、販売促進、流通、マーチャンダイジング、店舗・施設の設計・設置、（いわゆる）営業、集客、接客、販売後に顧客と直接やりとりするコールセンターの業務の質の顧客価値から見た評価・分析、顧客情報の管理や分析 等に至る広い範囲がマーケティング活動の対象となり、様々な手法や論点がある。
また、企業活動のうちで、直接顧客と関係しない製造ライン、研究、経理、人事などの部門は、一見マーケティング活動とは距離があるが、顧客価値を生むという視点ではこれらの部門や組織もマーケティングと有機的に結び付いて機能する必要がある。

### サービスの重要性
マーケティングはモノの生産・販売から産まれた概念だが、コモディティ化が加速する市場においては自社の競争優位性を発揮し維持するうえで、顧客志向のサービスが果たす役割の重要性が増している。セオドア・レビットはすべての企業は顧客にとってサービス業であるという顧客志向の認識に立ち、あらゆる企業がサービス的要素を持つと指摘している。また、ラッシュとヴァーゴによれば、従来のモノ中心のマーケティングをGDL（Goods Dominant Logic）といい、顧客は単に購入者として捉えられていたが、SDL（Service Dominant Logic）では、モノに限らず経済活動は全てサービスであり、顧客は購入者ではなくサービスの利用者であるという考え方を提唱している。

## 定義

### アメリカ・マーケティング協会
多くの書籍や論文で使われるのは、アメリカ・マーケティング協会（AMA）の定義である。1940年、1960年、1985年、2004年、2007年にそれぞれ改定されてきた。
| 年     | 原文 | 抄訳 |
| ------ | --- | --- |
| 2007年 | Marketing is the activity, set of institutions, and processes for creating, communicating, delivering, and exchanging offerings that have value for customers, clients, partners, and society at large. | マーケティングとは、顧客、依頼人、パートナー、社会全体にとって価値のある提供物を創造・伝達・配達・交換するための活動であり、一連の制度、そしてプロセスである。 |

### 日本マーケティング協会
日本マーケティング協会の1990年の定義によると「マーケティングとは、企業および他の組織がグローバルな視野に立ち、顧客との相互理解を得ながら、公正な競争を通じて行う市場創造のための総合的活動である。」とある。
「他の組織」とは、「教育・医療・行政などの機関、団体」などを含む。
一般的にマーケティング活動は、営利を追求する企業のための活動と捉えられているが、組織全般が行う活動を享受者（顧客、住民など）にとって最適化する、というマーケティングの基本的な概念は、自治体やNPOなどの非営利組織にも適用できるため、「他の組織」が定義に含まれている。
「グローバルな視野」とは「国内外の社会、文化、自然環境の重視」。
一般的にマーケティング活動は、組織と顧客の関係構築の活動と捉えられているが、顧客が現在、直接に意識している欲求（顕在化しているニーズ）のみに応える活動を行っていては、長期的な利益（環境保護など）と反する恐れがある。そのため、顧客が意識していない欲求（潜在化しているニーズ）や、長期的に欲求に応え続けられる仕組みをつくるために、「グローバルな視野に立ち」が定義に含まれている。
その過程が、組織の一方的な顧客への押しつけではなく、顧客への啓蒙、理解を伴う必要があるために、「相互理解を得」が定義に含まれている。
企業は利潤を追求するという性質を持ち、マーケティングもその一分を担う活動ではあるが、利潤追求のために非合法、不正な活動を行うのではなく、「公正な競争」の上に成り立っている必要がある。
「市場創造」とは、市場（＝顧客）の既にあるニーズを満たし（既存市場の維持・拡大）、まだないニーズを探し、満たす（新規市場の創造）活動のこと。つまり、マーケティング活動の中心的概念。
「総合的活動」とは、「組織の内外に向けて統合・調整されたリサーチ・製品・価格・プロモーション・流通、および顧客・環境関係などに係わる諸活動」をいう。
マーケティング活動が、組織の一部が行う、組織活動全体のうちのごく一部の活動を指すものと間違って捉えられがちなため、対象範囲を組織活動の多くの部分であり、組織の多くの部門が関わる活動であることを定義に含んでいる。
マーケティングの定義を理解しやすいように、主たる部分だけ残すとすれば、「マーケティングとは市場創造である」となるが、歴史的経緯や時代の要請により、その他の多くの注釈的部分が追加されたと理解できる。

### 研究者
フィリップ・コトラーはマーケティングを「製品と価値を生み出して他者と交換することによって、個人や団体が必要なものや欲しいものを手に入れるために利用する社会上・経営上のプロセス」と定義する。
他の学者・団体による定義は多様だが、売買・交換に関係した幅広い概念であることが多い。
社会経済学やマクロ経済学の立場からは、「消費者と供給者の間の交換」であるとか、「社会に対する生活水準向上活動」といった定義も行われている。

## 類義語

### 売れる仕組み
マーケティング概念を日本語で平易に言い換えた売れる仕組みという表現が存在する。この言葉は、次のような意味がある。
売れる
商品・サービスが「売れる」ようになるためには、特定のターゲット顧客のニーズを知り、ニーズを満たす商品を開発し、顧客がその商品の存在を知り、特徴を理解し、手に入る場所に商品が置かれ、入手できる適切な価格で提供されている必要がある。これらの一連のプロセスが「売れる」という言葉に集約されている。
仕組み
また、これら顧客を意識した一連のプロセスは、企業内で意識して統合・調整しないと成し得ず、長期的な収益貢献が見込めないため、「仕組み」と表現されている。マーケティング意識がまだ十分に醸成していない組織のためには、しばしば「売れる仕組みづくり」と組織の変容を促す表現で使用される。

### セールス
マーケティングとセールスとは混同される場合があるが、それは誤解である。マーケティングとは冒頭記述のように経営戦略とならぶ企業活動の中核にあたる一連の行為であり、セールスとはコミュニケーションの結果で購入を検討している顧客候補に対してクロージング（買う決断を手助けする、つまり売る）をするという「マーケティングのほんの一部にあたる行為」である。マーケティングの意義としてピーター・ドラッカーは「セリング（単純なる販売活動）をなくす」という考え方を述べている。

### 広告・宣伝
広告・宣伝、集客や販促活動はマーケティング手法の一種である。マーケティングの同義語だという理解は誤解である。ただしマーケティング概念の成立よりも広告の歴史は長い。

## 歴史

### 概要
19世紀末期から20世紀初頭にかけて誕生したとされる。
特に1950年代にマネジリアル・マーケティングが現代マーケティングの始まりであるとも解される。
その後、1960年代にマーケティング・マイオピア（セオドア・レビットの提唱）、マーケティングの拡張論、戦略的マーケティングが提唱され、1970年代にソーシャル・マーケティングが誕生し、サービス・マーケティング、マクロ・マーケティングなど、マーケティング概念の拡張化が進んだ。
1980年代にはグローバル・マーケティングやローカル・マーケティング、メガマーケティング、リレーションシップ・マーケティング、インターナル・マーケティングが誕生し、1990年代には経験価値マーケティング、2000年代にはソーシャル・メディア・マーケティング、社会的責任マーケティング（CSRマーケティング）などが誕生している。
アメリカでのマーケティングの歴史は、農産物の流通問題の解決から始まった。また、1870年代に登場したカタログ販売による小売業の発展とその訴訟もマーケティングの歴史の一つで、最も有名なのはシアーズ・ローバック社の欠陥商品をめぐる裁判で、マーケティングの誕生は、騙し売りの訴訟も語られることは少ないものの、歴史の一つになっている。
リンク:History of Marketing
マーケティング学説史の研究は、ロバート・バーテルズ、堀田一善、武井寿、戸田裕美子らの著書を参照。

### 年表
- 1905年 ペンシルベニア大学で「The Marketing of Product（ザ・マーケティング・オブ・プロダクト）」の科目が開講
- 1909年 ピッツバーグ大学で「The Marketing of Product」の科目が開講
- 1910年 ウィスコンシン大学で、「Marketing Method（マーケティング・メソッド）」の科目が開講
- 1915年 アーク・ウィルキンソン・ショーのSome Problems in Market Distribution（サム・プロブレムズ・イン・マーケット・ディストリビューション）が出版される。
- 1935年 アメリカ・マーケティング協会（AMA）の前身の一つ、全国マーケティング教師協会がマーケティングの定義を行う。
- 1937年 AMAの結成
- 1948年 AMAがマーケティングの定義を行う。
- 1950年 ジョエル・ディーンによって、製品ライフサイクル（プロダクト・ライフサイクル）が提唱される。
- 1956年 ウェンデル・スミスによって、製品差別化と市場細分化が提唱される。
- 1957年 ジョン・A・ハワードが著書「Marketing Management（マーケティング・マネージメント）」を出版する。
- 1960年 エドモンド・ジェローム・マッカーシーが著書「Basic Marketing（ベーシック・マーケティング）」で、4Pを提唱する。
- 1969年 フィリップ・コトラーとS.J.レビィによって、マーケティング拡張論が提唱された。
- 1985年 AMAがマーケティングの定義を改定する。
- 1991年 デイヴィッド・アーカーがブランド・エクイティ戦略を提唱する。
- 1993年 シュルツ等のIMC理論の位置づけとしてロータボーンが消費者サイドからみたマーケティングミックスの4Cを提唱。
- 2004年 AMAがマーケティングの定義を再改定する。
- 2007年 AMAが2004年に定めたマーケティングの定義を修正・改定する。
- 2010年 フィリップ・コトラーらによって企業と消費者が共に生きる「マーケティング3.0」が提唱される。

### マーケティングの発展段階
マーケティングは米国で産まれ、モノを中心にした「マスマーケティング」（マーケティング1.0）から始まった。次に「生活者（顧客）志向のマーケティング」（マーケティング2.0）に進化したとコトラーは定義している。更にグローバル化とIT化が加速し、「価値主導のマーケティング」（マーケティング3.0）の領域に高度化しており、単なる収益向上のための手段ではなく、企業や組織が世界を良くするための事業・活動を展開するための戦略に昇華している。

## マーケティングを学習する方法

### 学習方法
マーケティングを学習する方法は複数存在します。これまでは大学や本でしかマーケティングの学習はできませんでしたが、現在はWeb上のコンテンツ（記事や動画など）、SNSなどで学習することができるようになっています。